# 氨基氰
氨基氰（化学式：NH2CN），白色晶状固体，易溶于水、乙醇、乙醚、苯、三氯甲烷、丙酮等，微溶于二硫化碳。有毒。在122℃时转变成二氰胺(CN)2NH。是碳二亚胺（HN=C=NH）的异构体。易聚合，三个相同氨基氰分子可以化合形成一个三聚体化合物三聚氰胺。

## 制备
可用氰氨化钙（CaCN2）与硫酸作用或用溴化氰（CNBr）与氨反应，硫脲脱硫化制备。也可以用氰氨化钙与二氧化碳和水反应制备。
{\displaystyle \mathrm {CaCN_{2}+H_{2}O+CO_{2}\ \rightarrow \ H_{2}NCN+CaCO_{3}} }

## 用途
用作有机合成试剂。用于制备胍类化合物、硫脲、抗癌药阿糖胞苷、氰氨基甲酸酯（多菌灵原料）、巴比妥酸、磺胺类药物，还用作还原剂、稳定剂、促进剂、固化剂等。